# Хайнрих Лудвиг (Насау-Саарбрюкен)
Хайнрих Лудвиг Карл Албрехт фон Насау-Саарбрюкен (на немски: Heinrich Ludwig Karl Albrecht von Nassau-Saarbrücken; * 9 март 1768, Саарбрюкен; † 27 април 1797, Кадолцбург до Фюрт) е неуправляващ княз на Насау-Саарбрюкен (1794 – 1797), понеже страната от 1793 г. е окупирана от френската революционна войска.

## Биография
Той е единственият син на княз Лудвиг фон Насау-Саарбрюкен (1745 – 1794) и първата му съпруга Вилхелмина фон Шварцбург-Рудолщат (1751 – 1780), дъщеря на княз Йохан Фридрих фон Шварцбург-Рудолщат и принцеса Бернардина Христиана фон Саксония-Ваймар-Айзенах.
Бракът на родителите му е нещастен и Вилхелмина се оттегля в дворец Монплезир на Халберг в Саарбрюкен и там възпитава синът си. Хайнрих Лудвиг следва физика в университета в Страсбург и от 1782 до 1785 г. в Гьотинген. На 14 май 1793 г. той бяга от французите от дворец Нойнкирхен и влиза на пруска военна служба. На 14 ноември 1793 г. става полковник на пруската кавалерия.
През 1794 г. баща му умира и той наследява княжеската титла. Три години по-късно, през 1794, Хайнрих Лудвиг умира на 31 години след падане от кон. Погребан е в Кадолцбург. През 1976 г. е преместен в дворец Халберг.
Наследен е от княз Карл Вилхелм фон Насау-Узинген, братовчед на баща му.

## Фамилия
Хайнрих Лудвиг се жени на 6 октомври 1785 г. в Саарбрюкен за Мари Франциска Максимилия фон Монтбарей (* 2 ноември 1761, Париж; † 2 февруари 1838, Мезон-Алфорт), дъщеря на Александр-Мари-Леонор де Сен-Морис де Монтбарей (1732 – 1795), военен министър на Франция от 1777 до 1780 г. Бракът е бездетен.